# Władysław Palmowski

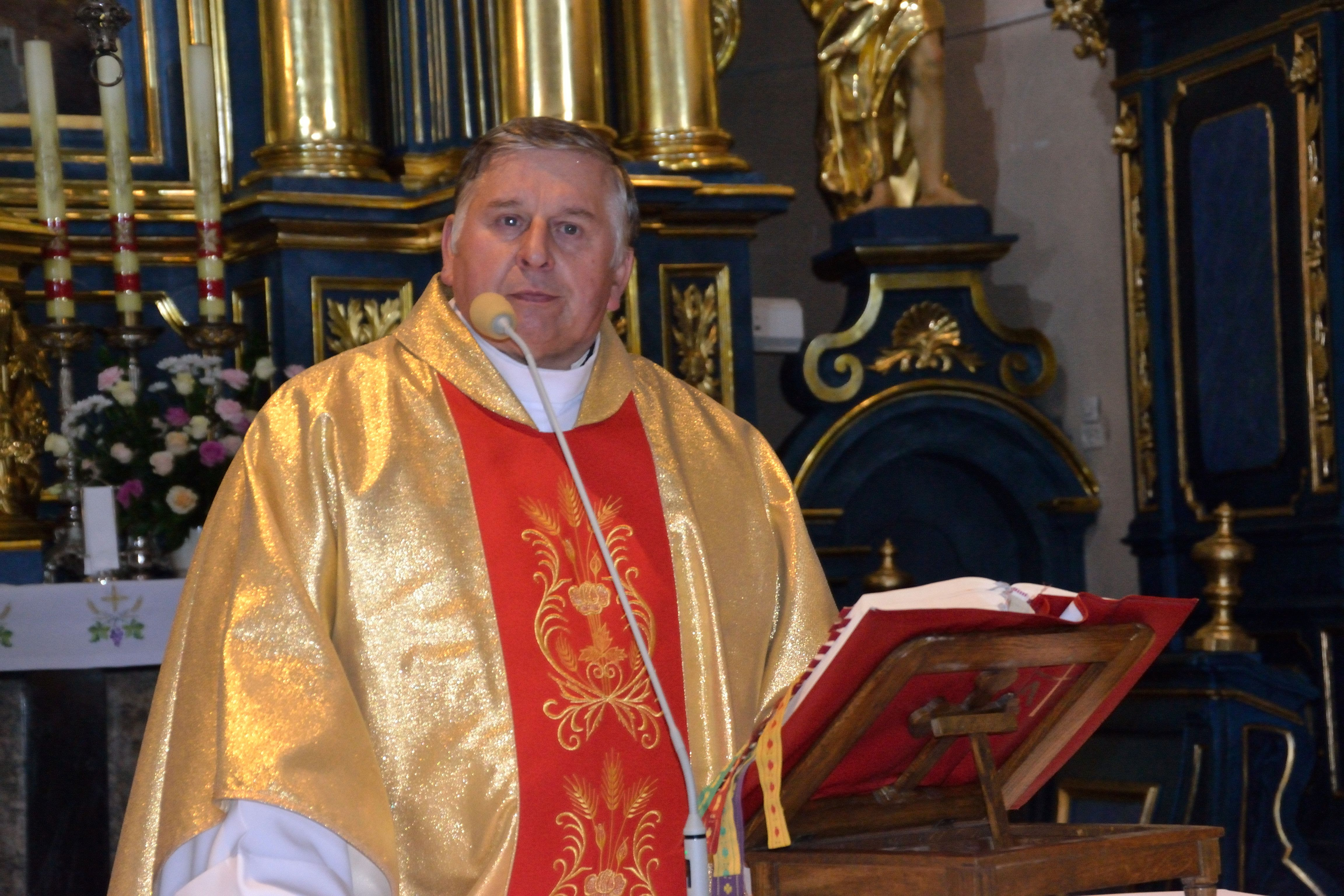
Ks. Władysław Palmowski jako proboszcz

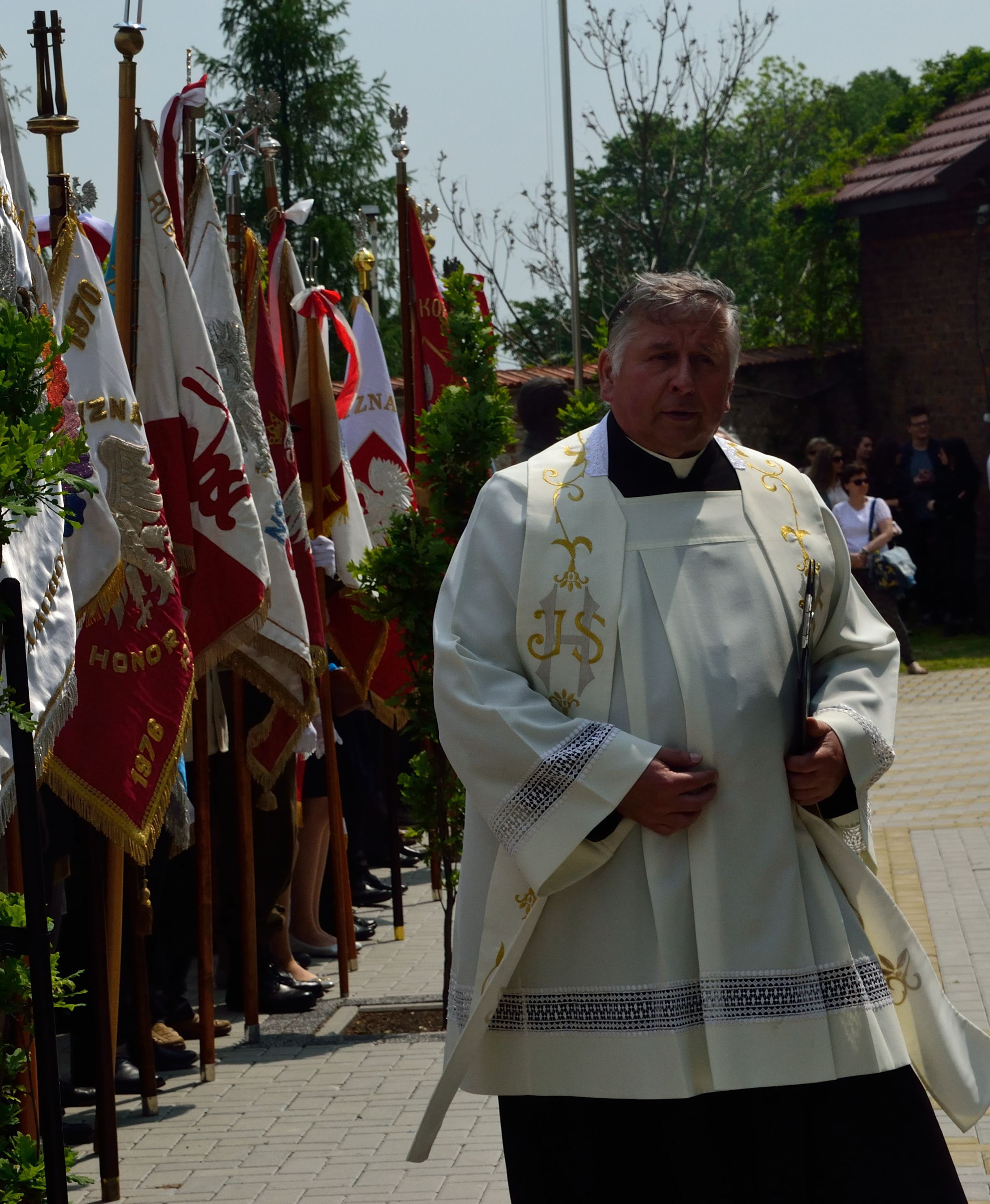
Ks. Władysław Palmowski w Morawicy

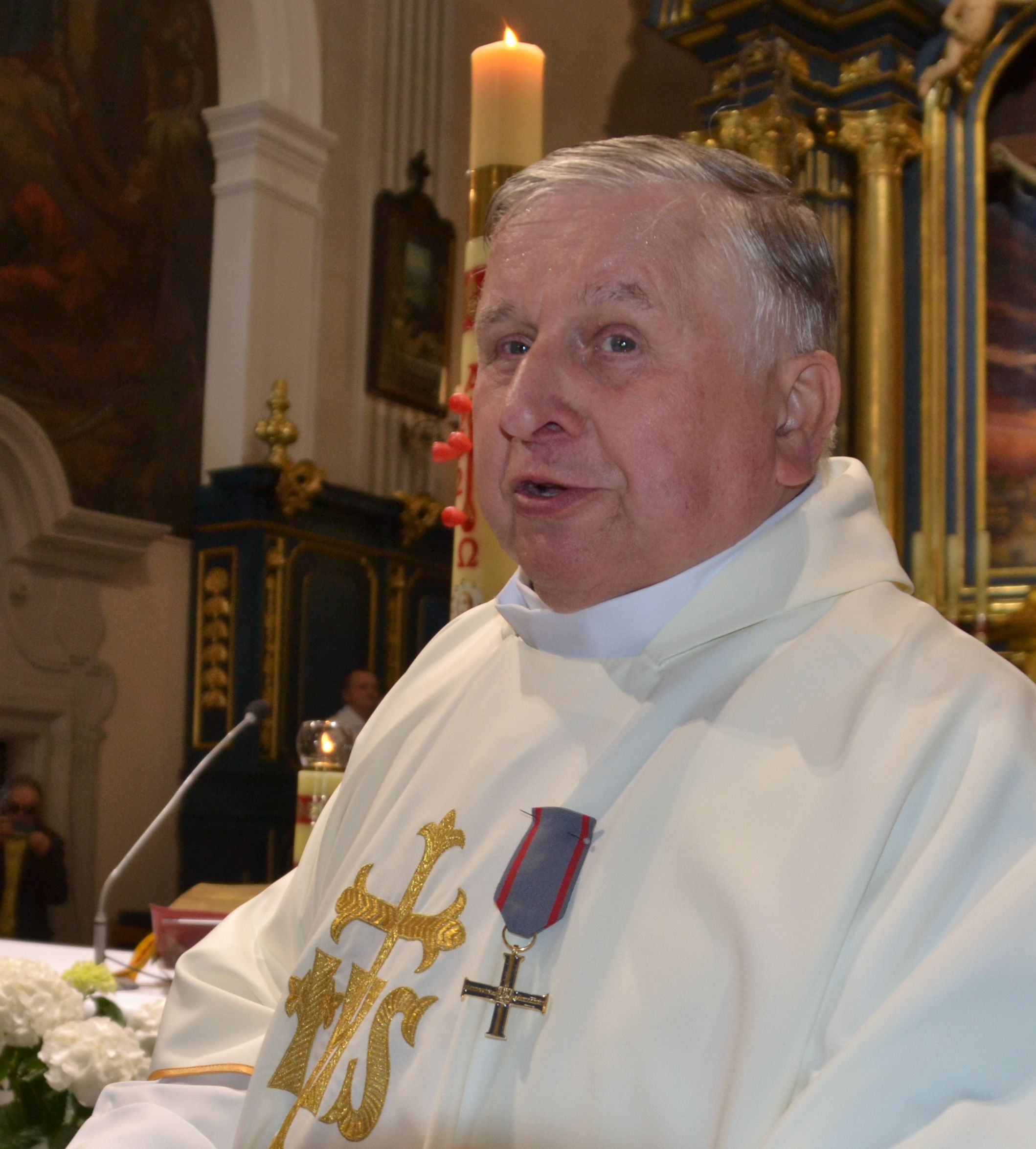
Ks. Władysław Palmowski odznaczony Krzyżem Służby Niepodległości (2023)

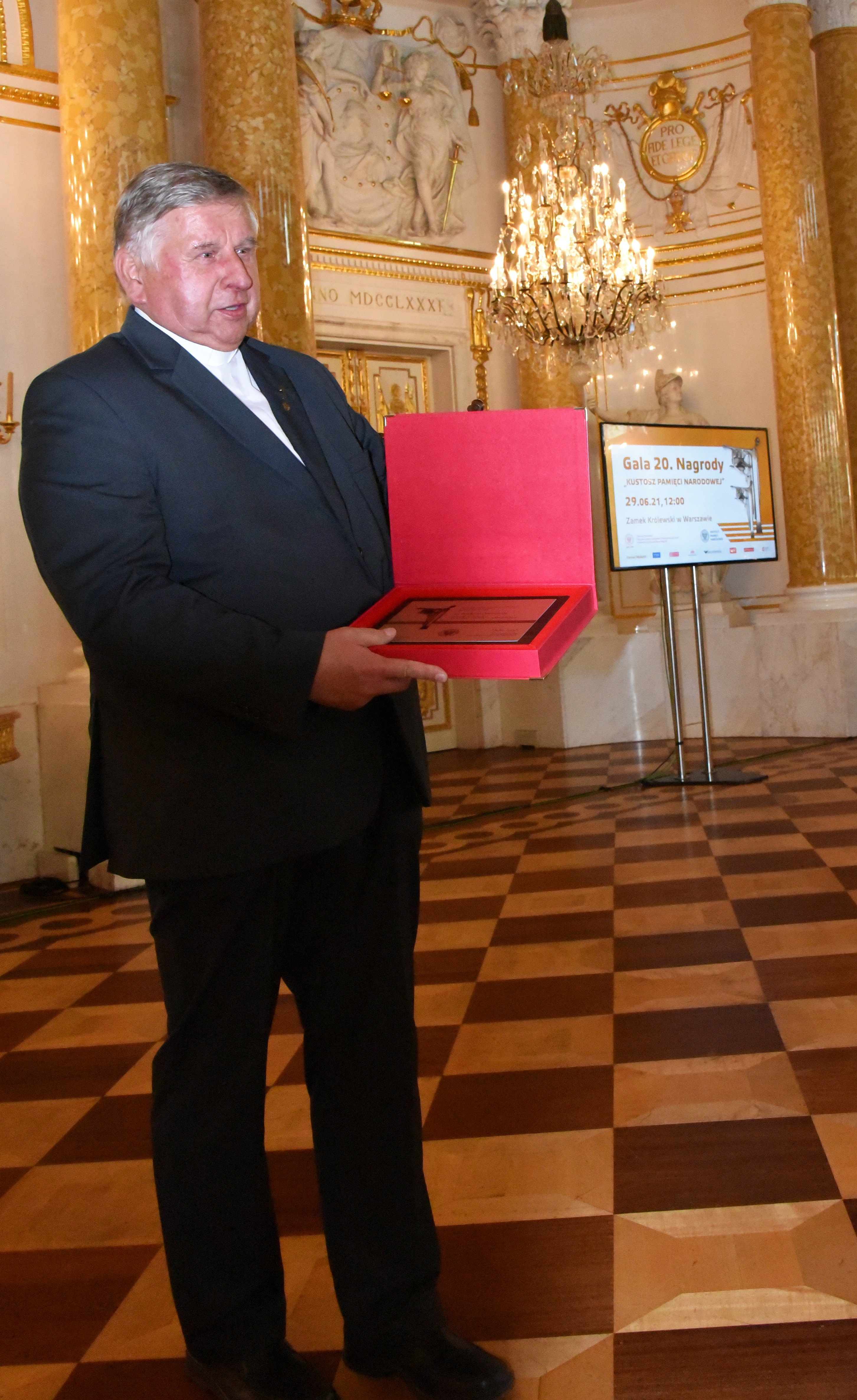
Jako Kustosz Pamięci Narodowej, Zamek Królewski, Warszawa, 29 czerwca 2021

Władysław Palmowski (ur. 6 lipca 1953 w Krakowie) – polski duchowny katolicki, społecznik, opiekun potrzebujących, kapelan „Solidarności” i osób represjonowanych przez władze PRL w stanie wojennym, opiekun miejsc pamięci historii Polski i Polaków.

## Życiorys
Absolwent Papieskiej Akademii Teologicznej. W ruchu oazowym uczestniczył od 1968, potem stał się jego moderatorem. W 1978 uzyskał święcenia kapłańskie i został wikariuszem w parafii kościoła św. Barbary w Trzebini-Krystynowie, gdzie posługiwał do 1980. Następnie został przeniesiony do parafii Matki Bożej Królowej Polski w Krakowie-Bieńczycach. W 1983 został administratorem parafii Bielsko-Biała Straconka, ale jeszcze w tym samym roku objął funkcję wikariusza w parafii Zmartwychwstania Pańskiego w Drawsku Pomorskim. W latach 1982–1983 był referent Duszpasterstwa Ludzi Pracy oraz kapelan Ogólnopolskiego Stowarzyszenia Represjonowanych w Specjalnych Obozach Wojskowych. Funkcję w Drawsku Pomorskim pełnił do 1987. W 1989 organizował Komitet Obywatelski „Solidarność” w gminie Łęczyce, wziął też udział w kampanii wyborczej „Solidarności”. W ramach działalności społecznej organizował pomoc dla pracowników zlikwidowanych Państwowych Gospodarstw Rolnych.
W kolejnych latach, do 2003, był proboszczem w parafii św. Wojciecha w Rozłazinie. Następnie pracował jako proboszcz w parafii św. Bartłomieja Apostoła w Morawicy. 
W 2016 został mianowany kapelanem Małopolskiej „Solidarności”.

## „Solidarność” i stan wojenny
W okresie stanu wojennego był kapelanem „Solidarności” i osób represjonowanych w Krakowie-Nowej Hucie, od 13 grudnia 1981 organizował pomoc dla internowanych, aresztowanych, ukrywających się, strajkujących oraz rodzin prześladowanych. Był jednym z założycieli pierwszych struktur podziemnej „Solidarności”. W 1982 współtworzył Komitet Ocalenia Solidarności w Nowej Hucie, należał także do kierownictwa tajnej struktury „GROT”. Organizował Komitet Pomocy Internowanym i Komitet Pomocy Aresztowanym w Nowej Hucie. W kościele Matki Bożej Królowej Polski w Krakowie-Bieńczycach odprawiał Msze za Ojczyznę oraz organizował duszpasterstwo środowisk robotniczo-inteligenckich. Stał się inicjatorem utworzenia Społecznego Funduszu Pomocy Pracowniczej, który w latach 1983–1989 objął zasięgiem swej pomocy ok. 7000 członków „Solidarności” pracujących na terenie Nowej Huty. Z racji swej opozycyjnej działalności został objęty od 9 grudnia 1986 do 15 września 1987 rozpracowywaniem przez Służbę Bezpieczeństwa w Drawsku Pomorskim w ramach Sprawy Operacyjnego Sprawdzenia o kryptonimie Jenot.

## Działalność upamiętnieniowa
Poza działalnością duszpasterską angażuje się w ratowanie, przywracanie i zachowywanie pamięci historycznej. Przyczynił się do upowszechniania wiedzy o tragicznych losach więźniów niemieckiego obozu koncentracyjnego KL Stutthof. Stał się inicjatorem renowacji mogił pomordowanych więźniów oraz budowy kościoła-pomnika w Nawczu, będącego hołdem dla ofiar marszu śmierci z 1945. W parafii w Morawicy włączył się w szereg inicjatyw upamiętniających zmagania Polaków o wolność, parafia stała się centrum działalności licznych organizacji niepodległościowych. Dzięki jego działalności powstał tam pomnik Polskie Orły i Góra Przemienienia ze ścieżką dydaktyczną „Dzieje Narodu Polskiego” i pomnikami twórców polskiej niepodległości.

## Publikacje
Wybrane publikacje jego autorstwa:
- Władysław Palmowski: Dzieje parafii Rozłazino. Kraków: Instytut Teologiczny Księży Misjonarzy, 2000. ISBN 83-7216-101-1. OCLC 751551142. Brak numerów stron w książce
- Władysław Palmowski: Nawcz miejsce pamięci ofiar Marszu Śmierci więźniów KL Stutthof - Kościół-Pomnik pw. Błogosławionych ks. bpa Michała Kozala, ks. Wincentego Stefana Frelichowskiego, ks. abpa Antoniego Juliana Nowowiejskiego i 107 męczenników z okresu II wojny światowej. Kraków: Instytut Teologiczny Księży Misjonarzy, 2000. ISBN 83-7216-006-6. OCLC 830997273. Brak numerów stron w książce
- Władysław Palmowski: Był taki czas. Kraków: Instytut Teologiczny Księży Misjonarzy, 2001. ISBN 83-7216-377-4. OCLC 56548034. Brak numerów stron w książce
- Władysław Palmowski: Pierwszy Synod Parafialny, Rozłazino 2002. Kraków: Instytut Teologiczny Księży Misjonarzy, 2002. ISBN 83-7216-220-4. OCLC 749421608. Brak numerów stron w książce
- Władysław Palmowski, Bogusława Krawiec: VIII wieków wiary, 270 lat świątyni: Morawica na progu trzeciego tysiąclecia. Morawica: 2019. ISBN 83-7216-377-4. OCLC 1117298878. Brak numerów stron w książce
- Władysław Palmowski (red.), Kościół a ludzie pracy w świadectwach : Kraków - Nowa Huta 13.XII.1981 - 09.V.198 : w 30 rocznicę stanu wojennego w Polsce, Kraków 2011, OCLC 932203242. Brak numerów stron w książce

## Odznaczenia i nagrody
W 2015 otrzymał tytuł „Zasłużony dla NSZZ Solidarność Regionu Małopolskiego”. W 2021 Instytut Pamięci Narodowej przyznał mu nagrodę „Kustosz Pamięci Narodowej”.
W 2025 odznaczony Krzyżem Komandorskim z Gwiazdą Orderu Odrodzenia Polski.